# Nina & Frederik
Nina & Frederik bylo pěvecké duo populární na přelomu padesátých a šedesátých let, které tvořili holandský baron Frederik van Pallandt a jeho žena, Dánka Nina van Pallandt (rozená Nina Magdelena Møllerová).
Dvojice začala vystupovat v červenci 1957. Jejich styl vycházel z tradic evropské mainstreamové taneční a folkové hudby, kterou obohatili o vliv kalypsa, s nímž se Frederik seznámil na ostrovech Trinidad a Tobago, kde byl jeho otec diplomatem. V roce 1958 vydali eponymní album, které obsadilo devátou příčku UK Albums Chart. Největším jejich hitem se stala vánoční píseň Erica Boswella „Little Donkey“ (třetí místo UK Singles Chart 1960), dalšími úspěšnými skladbami byly „Mary's Boy Child“, „Listen to the Ocean“, „Sucu Sucu“ a coververze písně Boba Dylana „Blowin' in the Wind“. V roce 1960 uzavřeli Nina a Frederik sňatek. Účinkovali v dánských filmech Verdens rigeste pige a Kærlighedens melodi, měli vlastní televizní show Nina and Frederik at Home, vystupovali společně s Louisem Armstrongem.
Ve druhé polovině šedesátých let dvojice přestala umělecky i v osobním životě fungovat, roku 1969 ukončila oficiálně činnost a v roce 1976 se manželé rozvedli. Frederik byl zastřelen při loupežném přepadení na Filipínách v roce 1994.

## Diskografie
- Nina & Frederik (1958)
- Nina & Frederik – Introducing The Fabulous Nina & Frederik (1960)
- Nina & Frederik – Where Have All The Flowers Gone? (1963)
- Attitudes med Jørn Grauengaard And His Orchestra (1964)
- Nina And Frederik – Little Boxes And Other Favourites (1964),
- An Evening With Nina & Frederik At The Royal Albert Hall (1966)
- A Season's Greeting From Nina & Frederik (1966)
- Nina & Frederik With Louis Armstrong (1966)